# Martina Štěpánková (sportovkyně)
Martina Trnková (* 22. prosince 1974, Břeclav), roz. Štěpánková, je česká mistryně světa v krasojízdě.
V předškolním věku začínala trénovat gymnastiku, postupně přešla na krasojízdu. Poprvé se zúčastnila mistrovství světa v krasojízdě v Brně v roce 1991, kde se umístila sedmá.
Nejvýznamnější dosažené sportovní úspěchy v krasojízdě:
- patnáctinásobná mistryně České republiky,
- 1994, 2003 – bronzová medaile na mistrovství světa,
- 1996, 1997, 2000, 2001 – stříbrná medaile na mistrovství světa,
- 1998, 1999, 2002 – zlatá medaile na mistrovství světa.

V roce 2004 přerušila závodní kariéru. Po narození dcery v roce 2005 se ke krasojízdě vrátila, vyhrála mistrovství ČR a následující rok byla sedmá na mistrovství světa. Naposledy se světového mistrovského závodu zúčastnila v roce 2007, kdy se umístila čtvrtá. Sportovní kariéru ukončila před mistrovstvím světa v roce 2008.